# Giovanni da San Giovanni

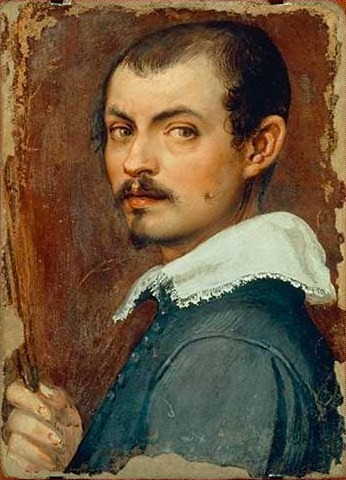
Autorretrato de Giovanni Mannozzi, Corredor Vasariano.

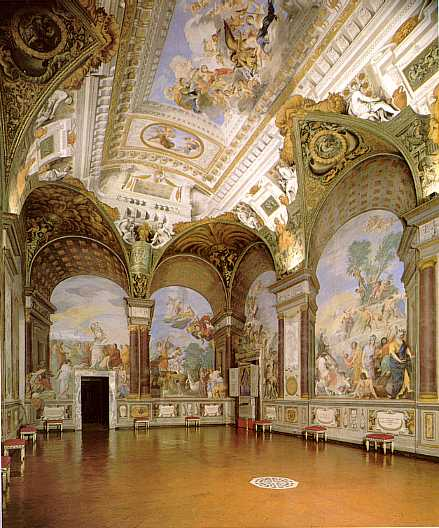
Sala degli Argenti por Giovanni da San Giovanni, Palazzo Pitti.

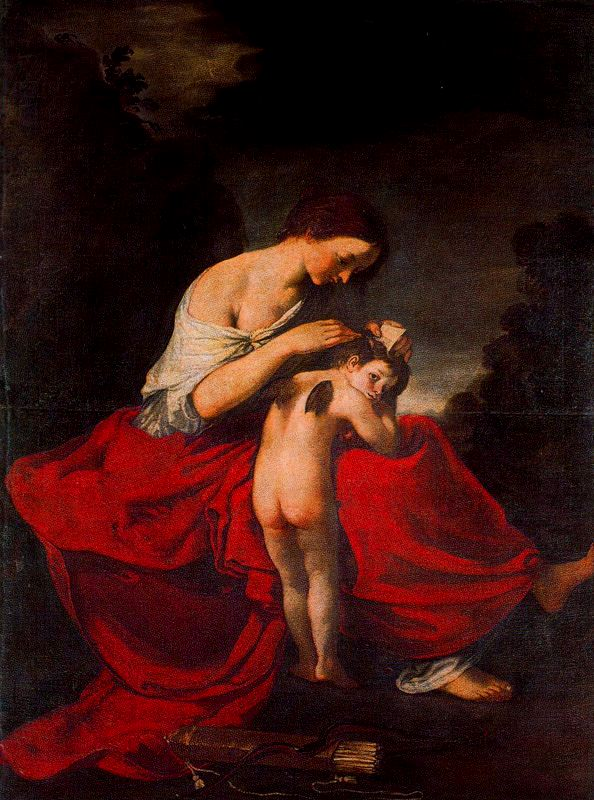
Venus consolando a Cupido, Palazzo Pitti.

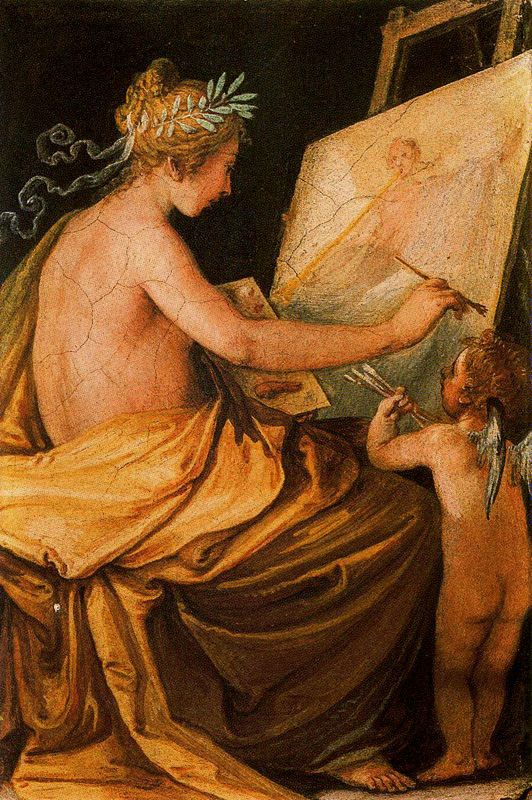
La Pintura pintando a la Gloria, Palazzo Pitti.

Giovanni Mannozzi, conocido como Giovanni da San Giovanni (San Giovanni Valdarno, 20 de marzo de 1592-Florencia, 6 de diciembre de 1636), fue un pintor del Barroco italiano. Fue uno de los más importantes fresquistas del primer barroco.

## Biografía
Artista de carácter excéntrico, se sintió atraído por la pintura del norte de Europa y por los temas clásicos vistos desde un punto de vista original. Marchó en 1608 a Florencia, para ingresar en el taller de Matteo Rosselli, con quien aprendió las técnicas del fresco y la pintura al óleo, además de practicar intensivamente el dibujo.
En 1615 realizó sus primeros encargos de importancia como artista independiente (Ognissanti, Casa Buonarroti). Su prestigio como decorador de fachadas se consolidó con su trabajo en la del palacio de Cosme II de Médici en la Piazza della Calza, que le reportó una inesperada fama. También es el autor de la decoración de diversos tabernáculos en las calles de Florencia, de los cuales algunos sobreviven.
Su prestigio como decorador en proyectos de gran envergadura fue notable. Prueba de ello es su trabajo en la iglesia de los Quatro Coronati o en la Sala degli Argenti en el Palazzo Pitti, que la muerte le impidió concluir.
Su estilo ligero, sus colores traslúcidos y su fácil brillante ejecución hacen de Giovanni da San Giovanni uno de los artistas más atractivos del siglo XVII. Sin embargo, su estilo contiene algo de retrógrado, pues mira constantemente hacia el pasado manierista. La posterior irrupción de Pietro da Cortona hará que su obra quede empequeñecida por el trabajo de este último, que se convertirá en el paradigma del pintor de grandes decoraciones del alto Barroco.

## Obras destacadas
- La Pintura pinta a la Fama (Palazzo Pitti, Florencia)
- Autorretrato (1616, Uffizi, Corredor Vasariano, Florencia)
- Moisés salvado de las aguas (Palazzo Pitti, Florencia)
- Frescos de la cúpula de la iglesia de Ognissanti, Florencia (1615)
- Ángeles sosteniendo el emblema de Michelangelo (Casa Buonarroti, Florencia, 1615)
- Alegoría de Florencia (Palacio de Cosme II en la Piazza della Calza, 1616, destruido)
- Virgen con el Niño y santos (tabernáculo, Via Faenza, Florencia, 1616)
- Caballero reparte limosna entre los presos (tabernáculo, Via Ghibellina, Florencia, 1616)
- Escenas de la Vida de San Francisco (Ognissanti, claustro, 1619)
- Circuncisión (San Bartolomeo, Cutigliano, 1620)
- Degollación del Bautista (1620, Museo della Basilica di San Giovanni Valdarno)
- Jesús servido por ángeles (1623-24, Palazzo Pitti, Florencia)
- Esponsales místicos de Santa Catalina (1634, Palazzo Pitti, Florencia)
- Frescos del ábside de los Quatro Coronati (Roma, 1623)
- Frescos del Palazzo Rospigliosi-Pallavicini, Pistoia
- Frescos del Santuario della Madonna della Fontenuova, Monsummano Terme
- Frescos de la Sala degli Argenti (Palazzo Pitti, Florencia, 1635)